# Catherine Reitman
Catherine Marcelle Reitman (Los Angeles, 28 de abril de 1981) é uma atriz estadunidense. Ela estrelou a série de televisão The Real Wedding Crashers, baseada no filme de sucesso Wedding Crashers, e apareceu nos filmes Knocked Up (2007) e I Love You, Man (2009). Seus outros trabalhos na TV incluem papéis na série Hollywood Residential, It's Always Sunny in Philadelphia, How I Met Your Mother, Weeds, Workin' Moms  e Blackish.